# El Planot (Riells del Fai)
El Planot, és una plana agrícola del terme municipal de Bigues i Riells, al Vallès Oriental, en territori del poble de Riells del Fai. Està situat a ponent del poble, al sud-oest de Can Jaume i al nord-est del Molí de la Pineda, al sud-oest del Pla de la Vinya, a la dreta del torrent de Llòbrega.